# نیروگاه برق آبی ایرکوتسک
نیروگاه برق آبی ایرکوتسک (به لاتین: Irkutsk Hydroelectric Power Station) یک سد و نیروگاه برقابی در روسیه است که در Irkutsk, Irkutsk Oblast, Russia واقع شده‌است.